# Miss Islândia

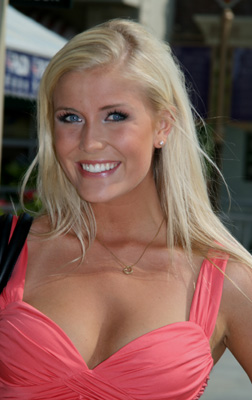
Jóhanna Vala Jónsdóttir, Miss Islândia 2007, no Miss Mundo.

O Miss Islândia, é um concurso de beleza feminino realizado anualmente que, visa eleger a melhor representante islandesa no concurso Miss Universo. O concurso acontece desde 1957, e desde esse ano, houve várias desistências por parte das misses em não concorrer no concurso. O Miss Universo existe desde 1952, então a primeira Miss Islândia a entrar no concurso seria, teoricamente, a Miss 1954, mas a primeira a disputar foi a Miss 1957.

## Vencedoras
| Ano  | Miss Islândia                | No Miss Universo       |
| 1957 | Bryndís Schram               |                        |
| 1959 | Sigríður Geirsdóttir         |                        |
| 1960 | Svanhildur Jakobsdóttir      |                        |
| 1961 | Kristjana Magnusdóttir       | Semifinalista (Top 15) |
| 1962 | Anna Geirsdóttir             | 2º. Lugar              |
| 1963 | Theodora Thordardottir       |                        |
| 1964 | Thelma Ingvarsdóttir         |                        |
| 1965 | Bara Magnusdottir            |                        |
| 1966 | Erla Traustadottir           |                        |
| 1967 | Gudrun Petursdottir          |                        |
| 1968 | Helen Knutsdottir            |                        |
| 1969 | Maria Baldursdóttir          |                        |
| 1970 | Erna Johannesdottir          |                        |
| 1971 | Gudrun Valgardsdottir        |                        |
| 1972 | Maria Johannesdottir         |                        |
| 1974 | Anna Bjornsdottir            |                        |
| 1975 | Helga Eldon Jonsdottir       |                        |
| 1976 | Hulda Johannesdottir         |                        |
| 1977 | Kristjana Þrainsdóttir       |                        |
| 1978 | Anna Björk Eðvarðsdóttir     |                        |
| 1979 | Halldóra Björk Jónsdóttir    |                        |
| 1980 | Gudbjörg Sigurðadóttir       | Semifinalista (Top 12) |
| 1982 | Guðrún Möller                |                        |
| 1983 | Unnur Steinsson              |                        |
| 1984 | Berglind Johansson           |                        |
| 1985 | Hana Bryndís Jónsdóttir      |                        |
| 1986 | Þóra Þrastardóttir           |                        |
| 1988 | Anna Margrét Jónsdóttir      |                        |
| 1989 | Gudbjörg Gissurardóttir      |                        |
| 1990 | Hildur Dungalsdóttir         |                        |
| 1991 | Dis Sigurgeirsdóttir         |                        |
| 1992 | Svava Haraldsdóttir          |                        |
| 1993 | Maria Rún Haflidadóttir      |                        |
| 1994 | Svala Björk Arnardóttir      |                        |
| 1995 | Margrét Skúladóttir Sigurz   |                        |
| 1996 | Hrafnhildur Hafsteinsdóttir  |                        |
| 1997 | Sólveig Lilja Guðmundsdóttir |                        |
| 2006 | Sif Aradóttir                |                        |
| 2009 | Ingibjörk Egilsdóttir        | Semifinalista (Top 15) |
| 2016 | Hildur María Leifsdóttir     |                        |
| 2017 | Arna Ýr Jónsdóttir           |                        |
| 2018 | Katrín Lea Elenudóttir       |                        |
| 2019 | Birta Abiba Þórhallsdóttir   | Semifinalista (Top 10) |